# Commune (Slovaquie)
Pour les articles homonymes, voir Commune (homonymie).
La commune en Slovaquie est la plus petite division politique et l'avant-dernière division administrative entre le district et le territoire cadastral.

## Les villes
L'élévation au rang de Ville en Slovaquie est un privilège que reçoit une commune qui en fait la demande si elle répond à un certain nombre de critères (Loi N° 369/1990 Zb.).
Le conseil national de la République slovaque (parlement slovaque) peut déclarer une commune ville tous les premiers janvier si elle répond aux critères suivants :
- c'est un centre économique, administratif et culturel ou bien un centre touristique ou de thermes ;
- propose des services pour les habitants des communes environnantes ;
- dispose de liaison régulière en transport en commun vers les communes environnantes ;
- au moins une partie du territoire a un bâti à caractère urbain ;
- a au moins 5 000 habitants.

Certaines villes ne satisfont pas à tous les critères. Leur statut est alors justifié par les autres critères.
Les deux plus grandes villes sont Bratislava (428 791 hab.) et Košice (234 871 hab.). Les deux plus petites sont Dudince (1 500 hab.) et Modrý Kameň (1 434 hab.).
Les plus grandes communes qui n'ont pas été élevées au rang de ville sont :
Smižany (8 605 hab.), Beluša (6 052 hab.), Ivanka pri Dunaji (5 877 hab.), Oščadnica (5 554 hab.). Les villages suivant ont aussi une population de plus de 5 000 habitants Bernolákovo, Nesvady, Tvrdošovce, Čierny Balog, Skalité, Dvory nad Žitavou et Zákamenné.